# بلفورت (کالیفرنیا)
بلفورت (به انگلیسی: Belfort) یک منطقهٔ مسکونی در ایالات متحده آمریکا است که در شهرستان مونو، کالیفرنیا واقع شده‌است. بلفورت ۳٬۱۱۲ متر بالاتر از سطح دریا واقع شده‌است.